# 5e brigade spéciale de montagne
Pour la brigade créée en 1983, voir 5e brigade d'infanterie (Liban).
Pour les articles homonymes, voir 5e brigade.
La 5e brigade spéciale de montagne est une unité libanaise des troupes spéciales du Levant pendant la Seconde Guerre mondiale. Créée en 1943 sous le commandement de l'Armée française, elle devient en 1945 l'ossature de la nouvelle Armée libanaise.

## Historique
La 5e brigade est formée en avril 1943, sous le commandement du colonel français Eugène-Marie Allessandri,. À partir du 22 juillet, la brigade est subordonnée à la division côtière, chargée de la défense du littoral libanais et syrien.
Lors de la crise de novembre 1943, causée par l'arrestation du gouvernement libanais par les troupes françaises de la 3e brigade française libre, la brigade encercle le gouvernement dissident mis en place par Habib Abou Chahla à Bechamoun, sans engager de combats. La crise se conclut par la libération du gouvernement libanais, marquant de facto la reconnaissance de l'indépendance du Liban vis-à-vis de la France. Le passage de la brigade sous commandement libanais est prévu le 15 juin 1944 par un accord signé par le premier ministre libanais Riad El Solh et le général français commandant les troupes du Levant Paul Beynet. Deux jours plus tard, le nouveau drapeau libanais, blanc à deux bandes horizontales rouges, est remis à la brigade par le président Béchara el-Khoury,. Le colonel Allessandri cède à cette occasion le commandement de la brigade au colonel libanais Fouad Chéhab (futur président  de 1958 à 1964).
La brigade quitte tout lien avec la France le 1er août 1945, devenant la nouvelle armée libanaise, dont Fouad Chéhab reçoit le commandement.

## Composition
- État-major et compagnie de quartier-général no 52, Beyrouth[1]

- 1er, 2e et 3e bataillons de chasseurs du Liban (BCL)
- 5e groupe d'artillerie libanais (5e GAL) : une batterie de 65 de montagne et une batterie portée de 105 de montagne (en)[8]
- Groupe d'escadrons de chasseurs à cheval libanais : deux escadrons
- Compagnie de sapeurs mineurs[2]
- Compagnie libanaise du train automobile (105e compagnie du train)[2],[9]
- Compagnie libanaise du train hippomobile[2]